# Rhyacophila accola
Rhyacophila accola là một loài Trichoptera trong họ Rhyacophilidae. Chúng phân bố ở miền Tân bắc.